# Интегральный косинус

График интегрального косинуса для 0 < x ≤ 8π

Интегра́льный ко́синус — специальная функция, определяемая интегралом
{\displaystyle \operatorname {Ci} (x)=-\int \limits _{x}^{\infty }{\frac {\cos t}{t}}dt}
или:
{\displaystyle \gamma +\ln x+\int \limits _{0}^{x}{\frac {\cos t-1}{t}}\,dt}
где {\displaystyle \gamma } — постоянная Эйлера — Маскерони. 
Иногда используются другие определения:
{\displaystyle \operatorname {Cin} (x)=\int \limits _{0}^{x}{\frac {1-\cos t}{t}}\,dt}
{\displaystyle \operatorname {Cin} (x)=\gamma +\ln x-\operatorname {Ci} (x).}
Также возможно определение интегрального косинуса через интегральную показательную функцию по аналогии с обычным косинусом:
{\displaystyle \operatorname {Ci} (x)={\frac {1}{2}}\left(\operatorname {Ei} (ix)+\operatorname {Ei} (-ix)\right)}
Интегральный косинус был введён Лоренцо Маскерони в 1790 году.

## Свойства
- Непосредственно из определения следует, что производная интегрального косинуса равна {\displaystyle {\frac {\cos(x)}{x}}}, а неопределённый интеграл равен {\displaystyle x\operatorname {Ci} (x)-\sin {x}}.

- Интегральный косинус может быть представлен в виде ряда:

{\displaystyle \operatorname {Ci} (x)=\gamma +\ln x-{\frac {x^{2}}{2\cdot 2!}}+{\frac {x^{4}}{4\cdot 4!}}-{\frac {x^{6}}{6\cdot 6!}}+\cdots =\gamma +\ln x+\sum _{n=1}^{\infty }{\frac {(-1)^{n}x^{2n}}{(2n)!(2n)}}}
- Существует формула для рядов, содержащих интегральные косинусы:

{\displaystyle \sum \limits _{n=1}^{\infty }\operatorname {Ci} (2\pi xn)={\frac {1}{2}}\left(\mathrm {H} _{\lceil x\rceil }-\ln x-\gamma -{\frac {2-1_{\mathbb {N} }(x)}{2\lceil x\rceil }}\right)}, где {\displaystyle \mathrm {H} _{n}} - гармонические числа, а {\displaystyle 1_{\mathbb {N} }(x)} - индикаторная функция на множестве натуральных чисел. В частности из этой формулы вытекают данные соотношения:
{\displaystyle \sum _{n=1}^{+\infty }\operatorname {Ci} (\pi n)={\frac {\ln(2)}{2}}-{\frac {\gamma }{2}}}
{\displaystyle \sum _{n=1}^{+\infty }\operatorname {Ci} (2\pi n)={\frac {1}{4}}-{\frac {\gamma }{2}}}
- Кроме того, несобственные интегралы от степеней интегрального косинуса сходятся. Например:

{\displaystyle \int _{0}^{\infty }{\text{Ci}}(x)\,\mathrm {d} x=0}
{\displaystyle \int _{0}^{\infty }{\text{Ci}}^{2}(x)\,\mathrm {d} x={\frac {\pi }{2}}}
{\displaystyle \int _{0}^{\infty }{\text{Ci}}^{3}(x)\,\mathrm {d} x=-{\frac {3\pi \ln 2}{2}}}
{\displaystyle \int _{0}^{\infty }\operatorname {Ci} ^{4}(x)\,\mathrm {d} x=3\pi \operatorname {Li} _{2}\left({\frac {2}{3}}\right)+{\frac {3\pi }{2}}\ln ^{2}3}, где {\displaystyle \operatorname {Li_{2}} (x)} - дилогарифм.
- {\displaystyle \int _{0}^{\infty }e^{-x^{2}}{\text{Ci}}(ax)\,\mathrm {d} x={\frac {\sqrt {\pi }}{4}}\Gamma \left(0,{\frac {a^{2}}{4}}\right)}, где {\displaystyle \Gamma (a,b)} - неполная гамма-функция.

- Интегральный косинус так же появляется в результате интегрирования. В частности, известен следующий красивый результат:

{\displaystyle \int _{0}^{\frac {\pi }{2}}e^{-{\frac {\pi \tan t}{2}}}\,\mathrm {d} t=\operatorname {Ci} \left({\frac {\pi }{2}}\right)}